# Compte impagat
Compte impagat (també coneguda com a Backtrace) és una pel·lícula de crim i d'acció estatunidenca del 2018 dirigida per Brian A. Miller i protagonitzada per Sylvester Stallone, Matthew Modine i Ryan Guzman. La pel·lícula es va estrenar com a vídeo sota demanda i va tenir una estrena limitada a les sales de cinema dels Estats Units el 14 de desembre de 2018. S'ha doblat al català amb la distribució de Youplanet Pictures. S'ha doblat al català i es va incorporar el 5 de juliol de 2022 a FilminCAT.

## Sinopsi
Després de patir una lesió cerebral a causa d'un robatori bancari que va sortir malament, MacDonald (Matthew Modine) desenvolupa amnèsia i és ingressat en una sala psiquiàtrica de la presó. Després del seu setè any d'avaluació, un reclús i un metge de sala (Ryan Guzman i Meadow Williams) l'han obligat a sortir de la presó i li injecten un sèrum que l'obliga a reviure la vida que ha oblidat. Ara MacDonald ha d'eludir un detectiu local (Sylvester Stallone), un veterà agent de l'FBI (Christopher McDonald) i els perillosos efectes secundaris de la droga per recuperar els diners robats mentre s'enfronta al seu passat.

## Repartiment
- Sylvester Stallone com el detectiu Sykes
- Matthew Modine com a Donovan "Mac" MacDonald
- Ryan Guzman com a Lucas MacDonald
- Meadow Williams com a Dr. Erin MacDonald
- Tyler Jon Olson com a Farren MacDonald
- Christopher McDonald com a agent Franks
- Colin Egglesfield com el detectiu Carter
- Jenna Willis com el detectiu Bay
- Lydia Hull com el Dr. Nichols
- Baylee Curran com a guarda de seguretat Alicia